# Léo Verriest
Léo Verriest est un archiviste, docteur spécial en histoire et professeur belge né à Tournai le 9 février 1881 et mort à Woluwe-Saint-Lambert le 9 février 1964.
Il travailla aux Archives générales du Royaume jusqu'en 1914, occupa par la suite un poste de professeur à l'Athénée de Schaerbeek, à l'Université coloniale d'Anvers et terminera sa carrière à l'Athénée d'Uccle. Il continua ses recherches jusque dans les dernières années de sa vie.
Il apporta une contribution importante à l'histoire belge du Hainaut et particulièrement aux villes de Tournai et d'Ath. Il s'illustra notamment par ses deux œuvres majeures qui sont Le servage dans le comté du Hainaut et Le régime seigneurial dans le comté du Hainaut du XIe siècle à la Révolution.

## Biographie

### Jeunesse
Léo Verriest est né à Tournai le 9 février 1881. Son père d'origine flamande s'installa à Tournai et lança un commerce de charcutier secondé par son épouse d'origine bruxelloise. Il poursuivit ses études jusqu'en IIIe Latine et prépara par la suite l'examen d'entrée à l'école militaire, projet qui se solda par un échec en 1898.
Refusant de travailler dans le commerce familial, il collabora avec le quotidien libéral L'avenir de Tournaisis où il côtoya Franz Foulon et y rencontra le ministre d'État Jules Bara.

### Études supérieures
En 1899, il fit la connaissance d'Adolphe Hocquet et, sous la direction de ce dernier, il fut nommé commis à la bibliothèque et aux archives communales de Tournai. Sa vocation d'historien éveillée en lui, il réussit le 8 novembre 1902, l'examen de candidat-archiviste. Dès 1905, il créa en collaboration avec Adolphe Hocquet la Revue Tournaisienne et devint archiviste de l'État à Mons. En 1910, il est muté aux Archives Générales du Royaume.
En 1911, il passa une licence en sciences sociales et put ainsi présenter sa thèse sur Le Sevrage dans le comté du Hainaut publiée en 1910 qui obtint le Prix Charles Duvivier en 1908, décerné par l'Académie Royale de Belgique. En 1912, il fut secrétaire et initiateur de la manifestation en l'honneur d'Henri Pirenne.

### Première Guerre Mondiale
Durant la Première Guerre mondiale, Léo Verriest a été l'un des quatre archivistes à être mis en disponibilité des archives Générales du Royaume sur l'ordre de l'autorité occupante. Il ne réintégrera plus cette fonction et accepta en 1916 un poste de professeur à l'Athénée de Schaerbeek.

### Carrière Universitaire
En 1919, il fut couronné à nouveau du Prix Charles Duvivier, obtint le grade de docteur spécial en Histoire, ainsi que le Prix Houzeau de Lehaye (en 1920) grâce à sa thèse sur Le régime seigneurial dans le comté du Hainaut du XIe siècle à la Révolution publiée en 1916 - 1917. Il incorpora en 1920 l'Université coloniale d'Anvers, fondée par Félicien Cattier et le commandant Charles Lemaire. Il démissionna rapidement, en 1923, à la suite d'un conflit avec ce dernier. Il part alors pour Paris où il poursuit ses recherches aux Archives nationales et aux archives de Seine-et-Marne. Il participa à la « Journée Industrielle » sous la direction du chartiste Claude-Joseph Gignoux.
La crise le força à rentrer à Bruxelles, où il prit la direction, sous Henry Lacoste, de la première exposition du Travail avant d'occuper le poste de professeur d'histoire à l'Athénée d'Uccle.
Il atteignit l'âge de la retraite en 1940 mais continua son travail d'archiviste.

### Les derniers travaux
En 1941, il reprit son travail d'archiviste de la ville d'Ath et reclassa entièrement le dépôt laissé par son prédécesseur. Il relança également les activités et la publication du Cercle Archéologique d'Ath. Il publia encore en 1960 l'ouvrage Noblesse. Chevalerie. Lignages., sous-titré Condition de biens et des personnes. Seigneurie. Ministérialité. Bourgeoisie. Echevinages., un livre de combat suivant le mot de Robert Boutruche. Atteint par la maladie et un certain découragement, il cessa ses recherches à l'âge de 80 ans et s'éteignit le 9 février 1964 à Woluwe-Saint-Lambert.

### Caractère
Surnommé « Le petit coq », ce brillant intellectuel fut aussi connu pour son caractère entier et son non-conformisme.
Sa personnalité et sa franchise morale ont certainement nuit à sa carrière qui s'annonçait pourtant prometteuse. Jean Dugnoille rend hommage à ce chercheur en déclarant : « Cette rigueur, il l'a mise pendant plus de soixante ans au service de la recherche historique et de la liberté qu'elle soit politique, linguistique ou intellectuelle ».

### Famille et vie privée
Léo Paul Désiré Verriest, né à Tournai le 9 février 1881, était le fils d’Henri Verriest, charcutier à Tournai, et de Marie Joséphine Londes. L’ascendance paternelle de Léo est fortement ancrée dans la région néerlandophone d’Avelgem, sur la rive gauche de l’Escaut, à une vingtaine de kilomètres de Tournai. En effet, Henri Verriest, le père de Léo, né à Avelgem en 1850 et mort à Tournai en 1919, descendait de plusieurs générations de Verriest, bouchers ou agriculteurs, établis dans ce village où le premier ancêtre connu de ce nom, Petrus Verriest, s’était marié en 1728 à Magdalena Vercauteren. Du côté maternel, l’ascendance de Léo Verriest est bruxelloise : sa mère Marie Joséphine Londes, né à Bruxelles en 1857, épousée par Henri Verriest à Saint-Josse-ten-Noode en 1878, descendait d’une famille de tailleurs, tisserands et couturières établis à Bruxelles depuis plusieurs générations, et au moins dès 1734, date à laquelle Petrus Londes épousa à l'église Sainte-Catherine Joanna Maria Van Neervelt, pour s’établir ensuite dans la paroisse Saint-Gery.
Léo Verriest épousa à Tournai le 9 mai 1904 Marthe Aline Révillon, née à Tournai le 20 décembre 1882. Elle était la fille de Jean Isidore Révillon et d’Aline Ghislaine Marie Philippart. Ce dernier, d’origine française, négociant pelletier établi à Tournai au Quai Saint-Brice, était né à Boissy-Saint-Léger en 1839. Il est mort à Kain, au hameau de Constantin en 1888. Tant son père, prénommé Etienne Jean Isidore, qui était voiturier, que sa mère Marie Clémentine Chavance, étaient tous deux morts à Boissy-Saint-Léger, respectivement en 1867 et 1861. Etienne lui-même était le fils de Noël (dit Mille) Louis Révillon d’Apreval (1777-1843) qualifié en 1802 de cultivateur, descendant de la famille Revillon d’Apreval. C’est ainsi que Léo Verriest consacrera une étude à la famille de son épouse. Pour le côté maternel, Aline Philippart, née à Tournai en 1851, était la fille de Stanislas Philippart, charcutier, de Tournai, et de Sophie Deschamps, de Mouscron, tous deux morts à Tournai respectivement en 1873 et en 1863.
Léo Verriest et son épouse eurent deux enfants : 
Gilberte Marie Henriette Marthe Ghislaine Verriest, née à Tournai en 1905.
Alfred (dit Freddy) Marie Léo Verriest, né à Tournai en 1906, et mort en 1965. Il fut architecte. Il épousa en 1938 Aline Mahy, de Brugelette, née en 1909 et morte en 2005, fille du docteur Louis Mahy et de Hermine Dubuisson. C’est cette alliance entre son fils et la fille du docteur Mahy, à Brugelette, qui incita Léo Verriest à s’occuper, dans son Hainaut natal, des Archives de la ville d’Ath, un dépôt d’archives encore intact après les désastres de 1940 à Mons et à Tournai. Freddy Verriest et son épouse eurent un fils, nommé Alain Verriest, né en 1947.

## Sa contribution à l'Histoire de Belgique

### Étude des archives
Léo Verriest a travaillé sur l'inventaire et le classement des archives. Son premier travail d'archiviste fut son rapport sur Les archives départementales du Nord à Lille, Bruxelles, Commission Royale d'histoire, 1913,. Il réalisa ensuite, à la demande des archivistes et bibliothécaires belges en décembre 1911, un instrument de travail rassemblant des renseignements concernant les recherches historiques en Belgique, l'Annuaire des archives de Belgique, parut en 1913.
Il continua ses recherches et l'un de ses derniers inventaires d'archiviste fut l'Inventaire sommaire des Archives de la ville d'Ath, Archives, Bibliothèques et Musées de Belgique, 1958, p. 185 - 218.

### Étude du Hainaut
Léo Verriest fut spécialiste du Hainaut. Par ces deux publications, Le servage dans le comté du Hainaut (1910) et Le régime seigneurial dans le comté du Hainaut du XIe siècle à la Révolution' (1916 - 1617), il fut le premier à aborder le monde rural sous son aspect institutionnel. Dans ses deux ouvrages, Léo Verriest affirme que « Les Chartes-Lois » du Moyen Âge « s'étaient appliquée à des libres et que c'était avec eux exclusivement (sauf de rares exceptions) que les seigneurs avaient conclu ces actes, véritables contrats bilatéraux ».

#### Tournai
Léo Verriest concentra également ses recherches sur l'histoire de la ville de Tournai en publiant notamment La charité Saint-Christophe et ses comptes du XIIIe siècle, Bulletin de la Commission Royale d'Histoire, t. 73, 1904, p. 143 - 168. et Coutumes de la ville de Tournai, t. 1, Bruxelles, 1923. Il consacra une vingtaine d'articles à ce sujet. Il contribua à l’ouvrage de Paul Rolland sur l'économie de Tournai, Tournai Noble cité , Bruxelles, Renaissance du Livre, 1944.

#### Ath
Un de ces autres objets de recherche fut la ville d'Ath, ses institutions et son économie au Moyen Âge. Il publia de nombreux articles à ce sujet dans Annales du Cercle royal archéologique d'Ath et de la région, dont notamment un de ses articles les plus incisifs.
Le premier tome de ses Institutions médiévales lui vaudra le prix Bordin extraordinaire de l'Institut de France en 1949. Selon Léopold Genicot, ce travail « constitue sans conteste un des ouvrages les plus riches et les plus originaux parus depuis plusieurs décennies ». Léo Verriest est certainement l'intellectuel connaissant le plus les institutions du Moyen Âge hennuyer, ses articles constituent donc des ressources importantes répondant à des questions générales.

## Publications
Sa bibliographie comporte plus de 142 numéros :
- Institutions judiciaires de Tournai au XIIIe siècle. Les registres de justice dits registres de la loi, Tournai, H. & L. Casterman, 1905.
- Quelques documents tournaisiens pour servir a l'histoire économique du Moyen Âge, Bruxelles, M. Weissenbruch, 1907.
- Répertoire d'inventaires imprimés ou manuscrits d'archives belges, Bruxelles, G. Van Oest & Cie, 1908.
- Le servage dans le comté de Hainaut : Les sainteurs, Le meilleur catel, Bruxelles, Hayez, 1910.
- Le registre de la loi de Tournai de 1302 et listes des otages de Bruges (1301) et de Courtrai, Bruxelles, M. Weissenbruch, 1911.
- Un chapitre de l'histoire de la justice criminelle du magistrat de Tournai au Moyen Âge. La "cache" des malfaiteurs, Bruxelles, J. Goemaere, 1912.
- Annuaires des archives de Belgique, Roulers, Deraedt-Verhoye, 1913.
- Les luttes sociales et le contrat d'apprentissage à Tournai jusqu'en 1424, Bruxelles: Hayez , 1913.
- Les archives départementales du Nord à Lille : Rapport de mission, Bruxelles, Kiessling, 1913.
- Inventaire du fonds de la cour des mortemains de Hainaut, Bruxelles, Goemaere, imprimeur du roi, 1915.
- Le régime seigneurial dans le comté de Hainaut du XIe siècle à la révolution, Louvain, P. Smeesters, 1916-17.
- Coutumes de la ville de Tournai, Bruxelles, J. Goemaere, 1923.
- Corpus des records de coutumes et des lois de chefs-lieux de l'ancien comté de Hainaut, Mons : Union des imprimeries, 1946.
- Institutions médiévales : introduction au corpus des records de coutumes et des lois de chefs-lieux de l'ancien comté de Hainaut, Mons : Union des imprimeurs, 1946.
- Féodalité en Hainaut: études et documents (avec liste des fieffés et de leurs sceaux armoriés), Gembloux, Duculot , 1949.
- Noblesse, chevalerie , lignages ; condition des biens et des personnes, seigneurie, ministérialité, bourgeoisie, échevinages, Bruxelles, 1959[22].